# 日本税理士会連合会

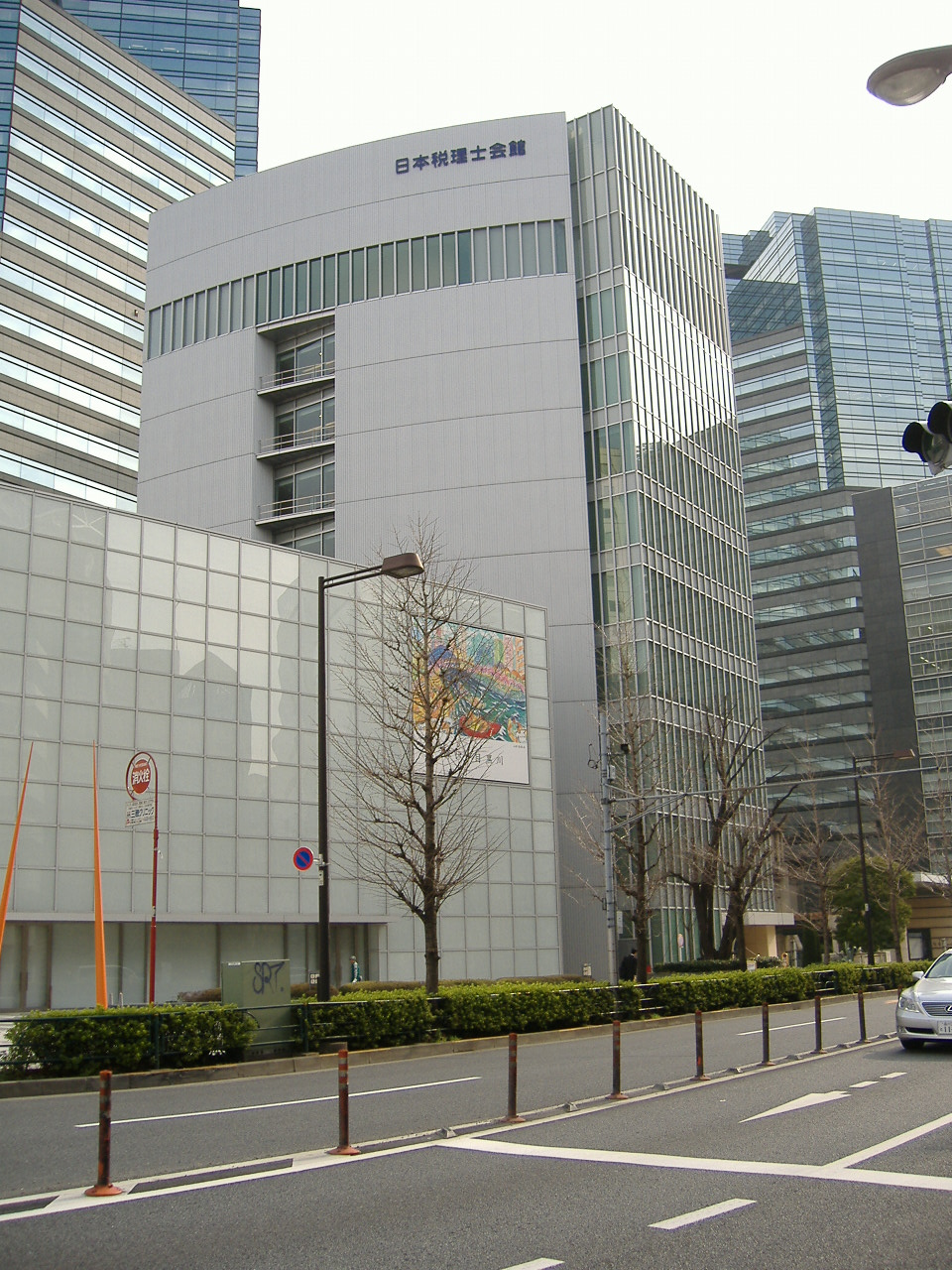
日税連が入居する日本税理士会館

日本税理士会連合会(にほんぜいりしかいれんごうかい、略称日税連、英文名称Japan Federation of Certified Public Tax Accountants' Associations)は、税理士法に基づいて設立された特別民間法人。税理士となる資格を有する者が税理士業務を行うためには、税理士法第18条の規定に基づき、日本税理士会連合会に備えられた税理士名簿に登録を受けなければならないとされている。

## 概要
日本税理士連合会の会員は税理士会である（税理士法49条の13）。
- 所在地 - 東京都品川区大崎1-11-8　日本税理士会館[1]
- 現会長 - 太田 直樹(東海税理士会)

### 税理士会
太字は本部所在地
- 東京税理士会 (東京都)
- 東京地方税理士会 (神奈川県(本部横浜市)､山梨県)
- 千葉県税理士会 (千葉県(本部千葉市))
- 関東信越税理士会 (埼玉県(本部さいたま市)､茨城県､栃木県､群馬県､長野県､新潟県)
- 近畿税理士会 (大阪府(本部大阪市)､京都府､兵庫県､奈良県､和歌山県､滋賀県)
- 北海道税理士会 (北海道(本部札幌市))
- 東北税理士会 (宮城県(本部仙台市)､岩手県､福島県､秋田県､青森県､山形県)
- 名古屋税理士会 (愛知県(本部名古屋市)のうち名古屋市､清須市､北名古屋市､半田市､常滑市､東海市､大府市､知多市､豊明市､日進市､長久手市､西春日井郡､愛知郡､及び知多郡並びに岐阜県)
- 東海税理士会 (愛知県(本部名古屋市)(名古屋税理士会に係る区域を除く｡)､静岡県､三重県)
- 北陸税理士会 (石川県(本部金沢市)､福井県､富山県)
- 中国税理士会 (広島県(本部広島市)､岡山県､山口県､鳥取県､島根県)
- 四国税理士会 (香川県(本部高松市)､愛媛県､徳島県､高知県)
- 九州北部税理士会 (福岡県(本部福岡市)､佐賀県､長崎県)
- 南九州税理士会 (熊本県(本部熊本市)､大分県､鹿児島県､宮崎県)
- 沖縄税理士会 (沖縄県(本部那覇市))

### 関連団体
- 日本税理士政治連盟
- 日本税務研究センター
- 日本税理士協同組合連合会
- 日本税理士企業年金基金
- アジア・オセアニアタックスコンサルタント協会
- 全国税理士共栄会
- 日本税理士共済会
- ぜいたいきょう
- 日税連税法データベース
- 全国税理士共栄会文化財団

## 沿革
- 1942年 (昭和17年) - 戦時立法として、税務代理士法制定。
- 1951年 (昭和26年) - 税務代理士法に代わり、税理士法制定。
- 1956年 (昭和31年) - 税理士法改正により、日本税理士会連合会が社団法人から税理士法に基づく団体となる。
- 1961年 (昭和36年) - 税理士の登録事務が国税庁から日税連に委譲される。
- 1980年 (昭和55年) - 税理士法が改正され、税理士の登録をした者は当然に税理士会の会員となる旨明文化される。
- 2002年 (平成14年) - 特別民間法人となる。

## 歴代会長
| 代 | 氏名      | 在任期間        | 所属     | 備考                                 |
| -- | --------- | --------------- | -------- | ------------------------------------ |
| 1  | 駒井 重次 | 1942年 - 1952年 |          | 東京帝国大学経済学部商科卒           |
| 2  | 松隈 秀雄 | 1952年 - 1957年 | 東京     | 東京帝国大学法学部法律学科(英法)卒   |
| 3  | 高橋 衛   | 1957年 - 1958年 | 東京     | 東京帝国大学経済学部経済学科卒       |
| 4  | 松宮 隆   | 1958年 - 1962年 | 東京     |                                      |
| 5  | 前田 幸蔵 | 1962年 - 1969年 | 東京     | 拓殖大学商科卒                       |
| 6  | 溝田 澄人 | 1969年 - 1971年 | 東京     |                                      |
| 7  | 木村 清孝 | 1971年 - 1973年 | 南九州   |                                      |
| 8  | 添田 正夫 | 1973年 - 1975年 | 東京     |                                      |
| 9  | 山本 義雄 | 1975年 - 1980年 | 大阪合同 |                                      |
| 10 | 織本 秀實 | 1981年 - 1985年 | 東京地方 |                                      |
| 11 | 飯島 岱蔵 | 1985年 - 1987年 | 関東信越 |                                      |
| 12 | 片岡 輝昭 | 1987年 - 1993年 | 北陸     |                                      |
| 13 | 平田 公敏 | 1993年 - 1997年 | 関東信越 |                                      |
| 14 | 森 金次郎 | 1997年 - 2007年 | 近畿     | 立命館大学文学部卒                   |
| 15 | 池田 隼啓 | 2007年 - 2015年 | 近畿     | 関西学院大学大学院法律学修士課程修了 |
| 16 | 神津 信一 | 2015年 - 2023年 | 東京     | 慶応義塾大学経済学部卒               |
| 17 | 太田 直樹 | 2023年 -        | 東海     | 中央大学卒                           |

## 税制審議会
税制審議会委員名簿を記載する。国税審議会へも委員を選出している。
| 氏名                      | 備考                                         |
| ------------------------- | -------------------------------------------- |
| 会長金子宏                | 東京大学名誉教授                             |
| 会長代理中里実            | 東京大学名誉教授、西村高等法務研究所理事     |
| 特別委員井伊重之          | 産経新聞社論説委員                           |
| 特別委員井上隆            | 日本経済団体連合会常務理事                   |
| 特別委員及川勝            | 全国中小企業団体中央会事務局長               |
| 特別委員川北力            | 損害保険料率算出機構副理事長、元国税庁長官   |
| 特別委員小松浩            | 毎日新聞論説特別顧問                         |
| 特別委員佐々木達也        | 読売新聞東京本社論説副委員長                 |
| 特別委員佐藤英明_(法学者) | 慶應義塾大学大学院法務研究科教授             |
| 特別委員杉田宗久          | 日本税理士会連合会副会長                     |
| 特別委員鈴木正徳          | 日揮株式会社取締役執行役員、元中小企業庁長官 |
| 特別委員田近栄治          | 一橋大学名誉教授                             |
| 特別委員田中治            | 同志社大学法学部教授                         |
| 特別委員成道秀雄          | 成蹊大学名誉教授                             |
| 特別委員廣田実            | 全国商工会連合会政策推進部長                 |
| 特別委員伏屋和彦          | 会計検査院顧問、元会計検査院長、元国税庁長官 |
| 特別委員細溝清史          | 日本取引所自主規制法人理事長、元金融庁長官   |
| 特別委員真砂靖            | 弁護士、元財務省事務次官                     |
| 特別委員弥永真生          | 明治大学会計専門職研究科教授                 |
| 特別委員山内清行          | 日本商工会議所産業政策第一部長               |
| 特別委員吉村典久          | 慶應義塾大学法学部教授                       |

## 日商簿記甲子園
- 日本税理士会連合会は、日本商工会議所が2024年度から開催する第1回全国高等学校日商簿記選手権大会（日商簿記甲子園：日商簿記検定施行70周年記念事業）[3]を後援し、商業高等学校等の高校生を支援している。